# Pantan Penyo
Pantan Penyo is een bestuurslaag in het regentschap Aceh Tengah van de provincie Atjeh, Indonesië. Pantan Penyo telt 209 inwoners (volkstelling 2010).